# A csillagkapu szimbólumai
A csillagkapu szimbólumaival lehet eldönteni melyik ékzárhoz, melyik csillagképeket rendeljük. Számos különbség lelhető fel a különböző galaxisok kapui között.

## Tejút
A Tejút csillagkapuin 39 szimbólum található a belső gyűrűn. Ahogy minden egyes szimbólum tárcsázva lett, az ékzár világosodása és/vagy mozgása követi. Az utolsó szimbólum tárcsázása és az ékzár kódolása után a féregjárat megnyílik. Ha a cím hibás vagy nem felelnek meg egy létező vagy működő csillagkapunak, az utolsó ékzár nem kódolódik, és az összes többi lekapcsol.
38 szimbólummal a Tejút galaxisbeli csillagkapukkal pontosan 1 987 690 320 cím tárcsázható.
Ha nyolc ékzárt használunk, pontosan 63 606 090 240 cím tárcsázható.
Ha kilenc ékzárat használunk, pontosan 1 971 788 797 440 cím tárcsázható.
A sorozatokban többféle módszer létezik, melyekkel kaput lehet tárcsázni, a legáltalánosabb a tárcsázó (DHD) használata. A rajta lévő gombok jelképezik a csillagkapu szélén levő szimbólumokat, megnyomásukkal az utazó létrehozza a címet. A középen levő félgömb Enter gombként szolgál, vele lehet aktiválni egy csillagkaput, miután a cél már tárcsázva lett. A Tejútrendszerben a tárcsázók a 39-ből csak 38 szimbólumot tartalmaznak, ami azt jelenti, hogy mindig van egy hiányzó, ami nem a helyszín eredetét kifejező szimbólum. Az megerősített, hogy a hiányzó szimbólum számos tárcsázón különbözik, függően attól, hogy a csillagkapu hogyan van elhelyezve az adott bolygón. A szimbólum, amely a csillagkapu talapzata alá van rejtve, nem látható a két ékzárral együtt, és nem tárcsázható a tárcsázóval. Ez azt jelenti, hogy a galaxis egyes részeiről csak bizonyos címeket lehet tárcsázni. Az egyetlen mód az összes lehetséges cím tárcsázására a kapu kézi tárcsázása, vagy egy alternatív tárcsázó használata, mint például a CSKP-n.
A sorozat tisztázza, hogy eredetileg minden csillagkapu rendelkezett saját tárcsázóval, a kapu előtt elhelyezve. Az idők folyamán azonban néhány tárcsázó megsérült vagy elveszett. Ez számos nehézség okozója a főszereplők számára, mivel az olyan csillagkapuk tárcsázása, amely nem rendelkezik tárcsázóval, még mindig lehetséges, de ez azt jelenti, hogy a hazatárcsázás már sokkal nehezebb, vagy egyáltalán nem is sikerül. A CSK csapatokat megelőző MALP-ok egyik fő funkciója, hogy megerősítse a tárcsázó létezését.
Tejútrendszer-beli szimbólumok
| Hely | Szimbólum | Csillagkép             | Hely | Szimbólum | Csillagkép       | Hely | Szimbólum | Csillagkép       |
| ---- | --------- | ---------------------- | ---- | --------- | ---------------- | ---- | --------- | ---------------- |
| 1    |           | Eredetszimbólum (Giza) | 14   |           | Mikroszkóp       | 27   |           | Bika             |
| 2    |           | Serleg                 | 15   |           | Bak              | 28   |           | Szekeres         |
| 3    |           | Szűz                   | 16   |           | Déli Hal         | 29   |           | Eridánusz        |
| 4    |           | Ökörhajcsár            | 17   |           | Csikó            | 30   |           | Orion            |
| 5    |           | Kentaur                | 18   |           | Vízöntő          | 31   |           | Kiskutya         |
| 6    |           | Mérleg                 | 19   |           | Pegazus          | 32   |           | Egyszarvú        |
| 7    |           | Kígyó feje             | 20   |           | Szobrász         | 33   |           | Ikrek            |
| 8    |           | Szögmérő               | 21   |           | Halak            | 34   |           | Északi Vízikígyó |
| 9    |           | Skorpió                | 22   |           | Androméda        | 35   |           | Hiúz             |
| 10   |           | Déli Korona            | 23   |           | Északi Háromszög | 36   |           | Rák              |
| 11   |           | Pajzs                  | 24   |           | Kos              | 37   |           | Szextáns         |
| 12   |           | Nyilas                 | 25   |           | Perszeusz        | 38   |           | Oroszlán         |
| 13   |           | Sas                    | 26   |           | Cet              | 39   |           | Kis Oroszlán     |

## Pegazus
A Pegazus csillagkapuin 36 szimbólum található a belső gyűrűn. A Tejútrendszerhez hasonlóan itt is 7 jelet kell felhasználni. Igaz, így kevesebb lesz a lehetséges címek száma, de ebben a galaxisban több kapu van használatban. Ahogy minden egyes szimbólum tárcsázva lett, az ékzár világosodása és/vagy mozgása követi. Az utolsó szimbólum tárcsázása és az ékzár kódolása után a féregjárat megnyílik. Ha a cím hibás vagy nem felelnek meg egy létező vagy működő csillagkapunak, az utolsó ékzár nem kódolódik, és az összes többi lekapcsol.
36 szimbólummal a Pegazus galaxisbeli csillagkapukkal pontosan 1 168 675 200 cím tárcsázható.
Ha nyolc ékzárt használunk, pontosan 33 891 580 800 cím tárcsázható.
Ha kilenc ékzárat használunk pontosan 948 964 262 400 cím tárcsázható.
Pegazusbeli szimbólumok
| Hely | Szimbólum | Csillagkép | Hely | Szimbólum | Csillagkép                         | Hely | Szimbólum | Csillagkép |
| ---- | --------- | ---------- | ---- | --------- | ---------------------------------- | ---- | --------- | ---------- |
| 1    |           | Arami      | 13   |           |                                    | 25   |           | Bek        |
| 2    |           |            | 14   |           |                                    | 26   |           |            |
| 3    |           |            | 15   |           | Salma                              | 27   |           |            |
| 4    |           |            | 16   |           |                                    | 28   |           |            |
| 5    |           | Ecrumig    | 17   |           |                                    | 29   |           |            |
| 6    |           |            | 18   |           | Alura                              | 30   |           |            |
| 7    |           |            | 19   |           | Subido Eredetszimbólum (Atlantisz) | 31   |           |            |
| 8    |           |            | 20   |           | Rdehi                              | 32   |           |            |
| 9    |           |            | 21   |           |                                    | 33   |           |            |
| 10   |           |            | 22   |           |                                    | 34   |           | Gilltin    |
| 11   |           | Anthony    | 23   |           |                                    | 35   |           |            |
| 12   |           | Lachlan    | 24   |           | Melissa                            | 36   |           |            |

## Kilencedik szimbólum
Kilenc szimbólumú címeket még sohasem tárcsáztak, de a Stargate Universe című harmadik sorozatban, 2009. október 2-án jelent meg. Az ősök régen két hatalmas csillaghajót küldtek el az univerzum egy ősöreg szegletébe: az első hajó járt elöl, ugyanis ez gyártotta és rakta le az új Csillagkapukat az idegen világokra; majd ezt követte a második hajó, amelynek legénysége a felderítést végezte. A felderítők a Csillagkapuk 9. ékzára segítségével juthattak vissza az űrhajójukra. A nyolcadik és a kilencedik ékzár olyan ritkán használt, hogy azok gyakran a kaput tartó kőtalapzatba vannak ágyazva. Emiatt sokat azt hiszik, hogy a kapun csak hét ékzár van.